# Barrigudaträd
Barrigudaträd (Ceiba ventricosa) är en malvaväxtart som först beskrevs av Christian Gottfried Daniel Nees von Esenbeck och Mart., och fick sitt nu gällande namn av P. Ravenna. Ceiba ventricosa ingår i släktet Ceiba och familjen malvaväxter. Inga underarter finns listade i Catalogue of Life.
Den har hårbildningar på fruktkött och frön som den närbesläktade Kapoken.

## Bildgalleri

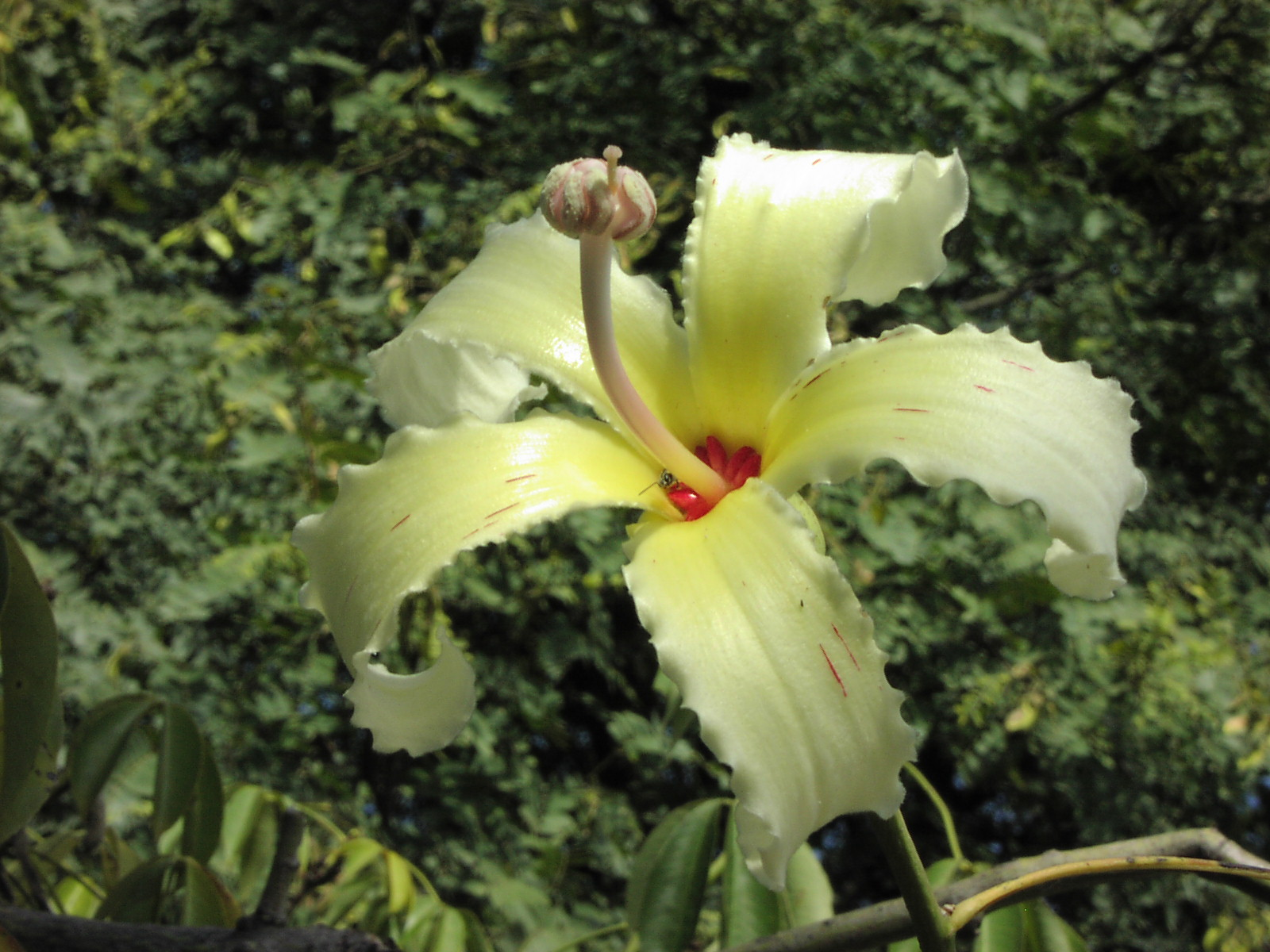